# Sitio de Rheinfelden
El sitio de Rheinfelden tuvo lugar en 1633 durante la guerra de los Treinta Años (1618-1648). Los tercios españoles comandados por Gómez Suárez de Figueroa, III Duque de Feria, tomaron la ciudad austriaca de Rheinfelden, después de levantar los asedios suecos de Breisach y Constanza y de tomar Bad Säckingen, Bregenz, Laufenburg y Waldshut. Dentro del plan de abrir un corredor estratégico de comunicación entre los dominios españoles de Milán y los Países Bajos. La ciudad sería retomada por los protestantes el 2 de marzo de 1638 tras la batalla de Rheinfelden.